# José Sancho
José Asunción Martínez Sancho, mieux connu comme José Sancho ou Pepe Sancho, (né le 11 novembre 1944 à Manises et mort le 3 mars 2013 à Valence) est un acteur espagnol.

## Filmographie
- En chair et en os (1997)
- Parle avec elle (2002)
- Un burka por el amor (2009)

## Récompenses
- 1997 : Prix Goya du meilleur acteur dans un second rôle